# Libanesische Premier League 2020/21
Die Libanesische Premier League 2020/21 war die 60. Spielzeit der höchsten libanesischen Fußballliga seit ihrer Gründung im Jahr 1933. Die Saison begann am 3. Oktober 2020 und endete am 24. April 2021. Titelverteidiger war al Ahed.

## Modus
Die Saison bestand aus zwei Phasen: In der ersten Phase spielte jede Mannschaft einmal gegen jede andere. In der zweiten Phase wurden die zwölf Mannschaften entsprechend ihrer Platzierung in zwei 6er-Gruppen (Meister- und Abstiegsrunde) eingeteilt. Die Mannschaften übernahmen ihr Punktekonto aus der ersten Phase und spielten gegen jede Mannschaft aus derselben Runde noch einmal. So ergaben sich für jede Mannschaft 16 (11 + 5) Spiele. Es wurde nach der 3-Punkte-Regel gespielt (drei Punkte pro Sieg, ein Punkt pro Unentschieden). Die Tabelle wurde nach den folgenden Kriterien bestimmt:
1. Anzahl der erzielten Punkte
2. Anzahl Punkte im direkten Vergleich
3. Tordifferenz im direkten Vergleich
4. Tordifferenz aus allen Spielen
5. höhere Anzahl erzielter Tore
6. Losentscheid

Am Ende der Saison qualifizierte sich der Meister automatisch für die Qualifikationsrunde der AFC Champions League 2022/23 – vorausgesetzt der Meister erfüllte die von der Asian Football Confederation festgelegten Kriterien. Ansonsten qualifizierte sich der Meister automatisch für die Gruppenphase des AFC Cup 2022, wenn die Kriterien erfüllt sind. Der Sieger des libanesischen FA Cups wird ebenfalls an der Gruppenphase des AFC Cup 2022 teilnehmen. Wenn dieser sich aber bereits über die Liga qualifiziert, übernimmt der Ligazweite seinen Platz.
Die zwei Vereine mit den wenigsten Punkten aus der Abstiegsrunde stiegen in die zweitklassige Lebanese Second Division ab.

## Teilnehmer
Aufgrund des Abbruchs der Saison 2019/20 gab es keinen Auf- oder Abstieg. Somit nahmen alle zwölf Mannschaften aus der vorherigen Saison teil.
Vor Beginn jeder Saison wählt jedes Team zwei Stadien als Heimspielorte aus. Falls beide Stadien für einen bestimmten Spieltag nicht verfügbar waren, wurde ein anderer Austragungsort genutzt.
| Verein                | Stadt   | Stadion                   | Kapazität |
| --------------------- | ------- | ------------------------- | --------- |
| al Ahed               | Beirut  | Ahed Stadium              | 2.000     |
| al-Akhaa al-Ahli Aley | Alayh   | Amin AbdelNour Stadium    | 3.500     |
| al-Ansar              | Beirut  | Ansar Stadium             | -         |
| Bourj FC              | Beirut  | Bourj el-Barajneh Stadium | 1.500     |
| Nejmeh Club           | Beirut  | Rafic Hariri Stadium      | 5.000     |
| Safa SC Beirut        | Beirut  | Safa Stadium              | 4.000     |
| Salam Zgharta         | Zgharta | Zgharta Sports Complex    | 5.000     |
| Shabab El Bourj SC    | Beirut  | Bourj el-Barajneh Stadium | 1.500     |
| Shabab al-Ghazieh     | Ghazieh | Kfarjoz Stadium           | 2.000     |
| Shabab al-Sahel       | Beirut  | Shabab Al Sahel Stadium   | -         |
| Tadamon Sur Club      | Tyros   | Sour Municipal Stadium    | 6.500     |
| Tripoli SC            | Tripoli | Tripoli Municipal Stadium | 10.000    |

## Tabellen

### 1. Runde
| Pl.                      | Verein                 | Sp. | S | U | N  | Tore    | Diff. | Punkte |
| ------------------------ | ---------------------- | --- | - | - | -- | ------- | ----- | ------ |
| 1.                       | al-Ansar               | 11  | 9 | 0 | 2  | 028:500 | +23   | 27     |
| 2.                       | Nejmeh Club            | 11  | 7 | 4 | 0  | 023:800 | +15   | 25     |
| 3.                       | Shabab al-Sahel        | 11  | 7 | 3 | 1  | 013:300 | +10   | 24     |
| 4.                       | al-Akhaa al-Ahli Aley  | 11  | 5 | 4 | 2  | 008:600 | +2    | 19     |
| 5.                       | al Ahed (M, P)         | 11  | 4 | 5 | 2  | 013:100 | +3    | 17     |
| 6.                       | Safa SC Beirut         | 11  | 5 | 1 | 5  | 017:170 | ±0    | 16     |
| 7.                       | Bourj FC (N)           | 11  | 3 | 5 | 3  | 012:110 | +1    | 14     |
| 8.                       | Tripoli SC             | 11  | 3 | 4 | 4  | 006:900 | −3    | 13     |
| 9.                       | Shabab El Bourj SC (N) | 11  | 3 | 3 | 5  | 013:110 | +2    | 12     |
| 10.                      | Tadamon Sur Club       | 11  | 1 | 4 | 6  | 003:900 | −6    | 07     |
| 11.                      | Shabab al-Ghazieh      | 11  | 2 | 0 | 9  | 006:210 | −15   | 06     |
| 12.                      | Salam Zgharta          | 11  | 0 | 1 | 10 | 003:350 | −32   | 01     |
| Stand: Ende der 1. Runde |                        |     |   |   |    |         |       |        |

| nach der 1. Runde:                                           |
| Teilnahme an der Meisterrunde Teilnahme an der Abstiegsrunde |

|                         |                                                                                    |
| Zum Saisonende 2018/19: |                                                                                    |
| (M)                     | Amtierender Meister: al Ahed                                                       |
| (P)                     | Amtierender Pokalsieger: al Ahed                                                   |
| (N)                     | Aufsteiger aus der Lebanese Second Division 2018/19: Bourj FC & Shabab El Bourj SC |

### Meisterrunde
| Pl.               | Verein                | Sp. | S  | U | N | Tore    | Diff. | Punkte |
| ----------------- | --------------------- | --- | -- | - | - | ------- | ----- | ------ |
| 1.                | al-Ansar              | 16  | 13 | 1 | 2 | 037:800 | +29   | 40     |
| 2.                | Nejmeh Club           | 16  | 10 | 5 | 1 | 031:100 | +21   | 35     |
| 3.                | Shabab al-Sahel       | 16  | 8  | 3 | 5 | 015:110 | +4    | 27     |
| 4.                | al Ahed (M, P)        | 16  | 6  | 6 | 4 | 020:160 | +4    | 24     |
| 5.                | Safa SC Beirut        | 16  | 7  | 3 | 6 | 024:250 | −1    | 24     |
| 6.                | al-Akhaa al-Ahli Aley | 16  | 5  | 5 | 6 | 008:120 | −4    | 20     |
| Stand: Saisonende |                       |     |    |   |   |         |       |        |

| Zum Saisonende 2020/21:                                                                                                 |
| Libanesischer Meister und Teilnahme an der Gruppenphase des AFC Cup 2022 Teilnahme an der Gruppenphase des AFC Cup 2022 |

|                         |                                  |
| Zum Saisonende 2018/19: |                                  |
| (M)                     | Amtierender Meister: al Ahed     |
| (P)                     | Amtierender Pokalsieger: al Ahed |

### Abstiegsrunde
| Pl.               | Verein                 | Sp. | S | U | N  | Tore    | Diff. | Punkte |
| ----------------- | ---------------------- | --- | - | - | -- | ------- | ----- | ------ |
| 7.                | Bourj FC (N)           | 16  | 5 | 8 | 3  | 018:130 | +5    | 23     |
| 8.                | Shabab El Bourj SC (N) | 16  | 6 | 5 | 5  | 022:140 | +8    | 23     |
| 9.                | Tripoli SC             | 16  | 5 | 4 | 7  | 011:150 | −4    | 19     |
| 10.               | Tadamon Sur Club       | 16  | 3 | 7 | 6  | 007:110 | −4    | 16     |
| 11.               | Shabab al-Ghazieh      | 16  | 3 | 2 | 11 | 012:260 | −14   | 11     |
| 12.               | Salam Zgharta          | 16  | 0 | 1 | 15 | 006:500 | −44   | 01     |
| Stand: Saisonende |                        |     |   |   |    |         |       |        |

| Zum Saisonende 2020/21:                         |
| Abstieg in die Lebanese Second Division 2021/22 |

|                         |                                                                                    |
| Zum Saisonende 2018/19: |                                                                                    |
| (N)                     | Aufsteiger aus der Lebanese Second Division 2018/19: Bourj FC & Shabab El Bourj SC |

## Torschützenliste
Bei gleicher Anzahl von Toren sind die Spieler alphabetisch geordnet.
| Pl. | Name           | Mannschaft         | Tore |
| --- | -------------- | ------------------ | ---- |
| 01. | Hassan Maatouk | al-Ansar           | 10   |
| 02. | Mohamad Kdouh  | al Ahed            | 7    |
| 03. | Akram Moghrabi | Safa SC Beirut     | 6    |
| 03. | Mahmoud Sbleni | Nejmeh Club        | 6    |
| 05. | Adnan Milhem   | Shabab El Bourj SC | 5    |

Stand: Saisonende